# Pimelodus mysteriosus
Pimelodus mysteriosus är en fiskart som beskrevs av Azpelicueta, 1998. Pimelodus mysteriosus ingår i släktet Pimelodus och familjen Pimelodidae. Inga underarter finns listade i Catalogue of Life.